# Gunnar Hägg
Gunnar Hägg, född 14 december 1903 i Stockholm, död 28 maj 1986 i Helga Trefaldighets församling, var professor i allmän och oorganisk kemi vid Uppsala universitet 1937–1969. Hägg blev filosofie doktor vid Stockholms högskola 1929 på avhandlingen X-ray studies on the binary systems of iron with nitrogen, phosphorus, arsenic, antimony and bismuth och samtidigt docent.

## Biografi
Gunnar Hägg skrev flera flitigt använda läroböcker i kemi på universitetsnivå, som Kemisk reaktionslära (1940, 10:e och sista upplagan 1977). Hans mest kända lärobok är Allmän och oorganisk kemi (1963, 9:e och sista upplagan postumt 1989 reviderad av Nils-Gösta Vannerberg), som under flera decennier var den lärobok som användes i de inledande kemikurserna på universitet och tekniska högskolor i Sverige, och som ett par generationer av svenska kemister och kemiingenjörer känner som "Hägg". En engelskspråkig upplaga hade titeln General and Inorganic Chemistry (1969).
Hägg var ledamot av Vetenskaps-Societeten i Uppsala från 1940, av Vetenskapsakademien från 1942, av Fysiografiska Sällskapet i Lund från 1943, Ingenjörsvetenskapsakademien (IVA) från 1957. Han var ledamot av Nobelkommittén för kemi från 1965. Han tilldelades 1969 IVA:s stora guldmedalj "för hans insatser som forskare och undervisare inom oorganisk kemi, särskilt med tillämpning av röntgenkristallografi". Häggsalen i Ångströmlaboratoriet på Uppsala universitet är uppkallad efter honom. 
Gunnar Hägg är gravsatt i minneslunden på Uppsala gamla kyrkogård.